# Chemillé-Melay
Chemillé-Melay is een voormalige  gemeente in het Franse departement Maine-et-Loire in de regio Pays de la Loire. De gemeente telde 8755 inwoners (2012) en maakte deel uit van het arrondissement Cholet.

## Geschiedenis
De gemeente ontstond op 1 januari 2013 door de fusie van de voormalige gemeenten Chemillé en Melay. Op 15 december 2015 is de gemeente gefuseerd met andere gemeente in het samenwerkingsverband Communauté de communes de la région de Chemillé tot de huidige gemeente Chemillé-en-Anjou.

## Geografie
De oppervlakte van Chemillé-Melay bedroeg 71,9 km², de bevolkingsdichtheid was 122 inwoners per km².
De onderstaande kaart toont de ligging van Chemillé-Melay met de belangrijkste infrastructuur en aangrenzende gemeenten.

## Demografie
Onderstaande figuur toont het verloop van het inwonertal (bron: INSEE-tellingen).